# Joshua Hartmann
Pour les articles homonymes, voir Hartmann.
 Joshua Hartmann, né le 9 juin 1999, est un athlète allemand, spécialiste des épreuves de sprint.

## Biographie
En 2021, il remporte la médaille d'or du relais 4 × 100 mètres lors des championnats d'Europe espoirs à Tallinn. Il se classe par ailleurs 5e du 4 × 100 m de Jeux olympiques de Tokyo.
En 2022, il établit un nouveau record d'Allemagne sur 4 × 100 mètres le 3 juin 2022 à Ratisbonne en 37 s 99. Lors des championnats d'Europe de Munich, il porte son record personnel sur 200 m à 20 s 33 lors des demi-finales, et réalise un nouveau record d'Allemagne du 4 × 100 m, en séries, en 37 s 97.
En 2023 il remporte le 200 m des championnats d'Allemagne en 20 s 02, un nouveau record national qui efface les 20 s 20 de Tobias Unger, qui dataient de 2005.

## Palmarès
| Date | Compétition                   | Lieu    | Résultat | Épreuve   | Temps   |
| ---- | ----------------------------- | ------- | -------- | --------- | ------- |
| 2021 | Championnats d'Europe espoirs | Tallinn | 1er      | 4 × 100 m | 38 s 70 |
| 2021 | Jeux olympiques               | Tokyo   | 5e       | 4 × 100 m | 38 s 12 |
| 2022 | Championnats d'Europe         | Munich  | 5e       | 200 m     | 20 s 50 |
| 2022 | Championnats d'Europe         | Munich  | finale   | 4 x 100 m | DNF     |
| 2023 | Jeux européens                | Chorzów | 1er      | 4 × 100 m | 38 s 34 |
| 2024 | Championnats d'Europe         | Rome    | finale   | 200 m     | DQ      |

## Records
| Épreuve | Temps        | Lieu   | Date           |
| ------- | ------------ | ------ | -------------- |
| 100 m   | 10 s 06      | Genève | 22 juin 2024   |
| 200 m   | 20 s 02 (NR) | Cassel | 9 juillet 2023 |